# Scénarios d'Afrique
 (août 2017).
Si vous disposez d'ouvrages ou d'articles de référence ou si vous connaissez des sites web de qualité traitant du thème abordé ici, merci de compléter l'article en donnant les références utiles à sa vérifiabilité et en les liant à la section « Notes et références ».
 (août 2017).
Les scénarios du Sahel, rebaptisés les scénarios d'Afrique, sont un projet de sensibilisation et d'éducation de la jeunesse africaine au problème du sida. Né en 1997 et inspiré du projet français 3 000 Scénarios contre un virus du CRIPS le projet compte aujourd'hui 33 films.

## Le principe
Les scénarios sont issus d'un concours ouvert aux jeunes de moins de 25 ans [réf. souhaitée] [pourquoi ?]. Les scénarios primés sont adaptés en film. Plus de 145 000 jeunes originaires de 47 pays africains ont déjà pris part à ce concours.
Les films sont diffusés sur les chaînes locales de télévision dans presque tous les pays d'Afrique subsaharienne. Les films sont également recueillis dans des coffrets DVD de compilation pour l'usage des organisations et des écoles.
Le projet est coordonné par le Global Dialogue Trust, une association à but non lucratif de Grande-Bretagne, qui se consacre à promouvoir l'excellence dans le domaine de la sensibilisation au VIH et au sida.

## Les films
D'une durée allant de 2 à 15 minutes et traduits en 28 langues, les films sont réalisés par les grands noms du cinéma africain : Cheick Oumar Sissoko du Mali, Newton Aduaka du Nigeria, Idrissa Ouedraogo et Fanta Régina Nacro du Burkina Faso et Abderrahmane Sissako de Mauritanie. Tous ont remporté dans leur carrière le grand prix du Festival Panafricain du Cinéma FESPACO,,,,.

### Liste des films
- La Boutique, d'Idrissa Ouedraogo, sur une idée d'Olga Ouedraogo (Burkina Faso).
- Les Raisons d'un sourire, de Fanta Régina Nacro, sur une idée de Ndlangamandla Phindile et de Ndlangamandla Zanele (Swaziland) ; Léandrine Baganda (Zaïre) ; Sheikh Omar Taal (Gambie) ; Danga Essigué Désiré (Tchad) ; Samira Gomes Furtado (Cap-Vert ; Madiène Niang (Sénégal) ; Celestine Nnodim (Nigeria) ; Ninelle N’Siloulou (Congo-Brazzaville).
- Une volonté de fer, de Fanta Régina Nacro, sur une idée de Malick Diop Yade (Sénégal).
- Bon Voyage, de Newton Aduaka, sur une idée de Marcel C. Sourou Gninkinme (Bénin).
- Pour une fois, d'Idrissa Ouedraogo, sur une idée de Diarra Diakhaté (Sénégal).
- L'Assemblée générale des maladies, dessin animé de Pierre Awoulbe Sauvalle, sur une ipdée de Mamadou Macki Bah (Mali).
- Les Champions, de Fanta Régina Nacro, sur une idée d'Abdoul-Razakh Cissé (Burkina Faso) et de Facely Jefami Millimono (Guinée).
- L'Étoffe d'un chef, de Hamet Fall Diagne, sur une idée de Fatimata Ba (Sénégal).
- Notes sexuellement transmissibles, d'Abderrahmane Sissako, sur une idée de Kossi Yesunyo Gossou (Togo), et Régis Nkouma (Congo-Brazzaville).
- L'Arbre et le vent, de Mahamat-Saleh Haroun, sur une idée d'Adama Ouédraogo (Burkina Faso) ; Aïchata Diallo (Mali) ; et Badibalaki Wembie (Togo).
- Le Guerrier, d'Idrissa Ouedraogo, sur une idée d'Amy Badiane [réf. souhaitée] (Sénégal).
- Sans relâche, coréalisé par Hamet Fall Diagne et Olga Kiswendsida Ouédraogo, écrit par Hamet Fall Diagne (Sénégal).
- Cherche homme courageux, de Kidi Bebey, sur une idée de Salimata Sy (Sénégal).
- Entre nos mains, de Fanta Régina Nacro, sur une idée de Christian Abidi Businge (Ouganda).
- Expert en la matière, de Newton Aduaka, sur une idée de Digbé Grobly (Côte d'Ivoire).
- Une histoire d'amour, de Fanta Régina Nacro, sur une idée de Jean-Paul Brice Affana Affana (Cameroun).
- Sous pression, coréalisé par Hamet Fall Diagne et Olga Kiswendsida Ouédraogo, sur une idée d'Oby Akaneme (Nigeria).
- Pour Aïcha, de Cheick Oumar Sissoko, sur une idée de Dieudonné Ouedraogo (Burkina Faso).
- La Bague au doigt, de Fanta Régina Nacro, sur une idée d'El Hadji Malick Seck [réf. souhaitée] (Sénégal).
- Espoir à deux, Cheick Oumar Sissoko, sur une idée d'Andréa Ouédraogo (Burkina Faso). [réf. souhaitée]
- La Voix de la raison, de Fanta Régina Nacro, sur une idée de Haby Fall (Sénégal).
- Mon Frère, Cheick Oumar Sissoko, sur une idée de Justin Corréa (Sénégal). [réf. souhaitée]
- Conseils d'une tante, d'Idrissa Ouedraogo, sur une idée d'Aram Dièye (Sénégal).
- Grand Laye, Cheick Oumar Sissoko, sur une idée de Cheikh Birahim Ndao (Sénégal). [réf. souhaitée]
- Les Gosses, d'Abderrahmane Sissako, sur une idée de Ndèye Diasse Samb (Sénégal) et de Guy Merlin Wayap (Cameroun).
- Haut et fort, de Fanta Régina Nacro, sur une idée de Grace Dovi Nassiva (Ghana) et de Maman Lawali Tankari (Niger).
- Rythmes d'amitié, Cheick Oumar Sissoko, sur une idée de Chibuzo Mbata (Nigeria). [réf. souhaitée]
- Premiers Pas, d'Abderrahmane Sissako, sur une idée de Sanwé Médard Kiénou (Burkina Faso) ; Liliane Sipouwoua (Cameroun) ; et Carmelle Nadège Hounnou (Bénin). [réf. souhaitée]
- De bon cœur, de Fanta Régina Nacro, sur une idée d'Olivier Kaboré (Burkina Faso).
- L'Essentiel, de Mahamat-Saleh Haroun, sur une idée de Sandra Nsambi Nzali (Zaïre).
- Le Volcan, de Hamet Fall Diagne, sur une idée de Liboke Limpho (Lesotho) ; Egbeleye Azeezat (Nigeria) ; Ntamba Alon Johnas (Tanzanie).
- Autour de notre fils, de Mahamat-Saleh Haroun, sur une idée d'Ibrahim Barry (Mali) ; et de Margaret Marire (Kenya).
- À la rescousse, Cheick Oumar Sissoko, sur une idée d'Olga Ouédraogo (Burkina Faso). [réf. souhaitée]